# 井出みな子
井出 みな子（いで みなこ、1942年3月18日 - ）は、日本の女優。東京都出身。身長157cm、体重49kg。演劇集団 円に所属。

## 出演

### 映画
- お日柄もよくご愁傷さま（1996年）
- 歓喜の歌（2008年）
- 明日やること ゴミ出し 愛想笑い 恋愛。（2010年）
- ウルトラマンゼロ THE MOVIE 超決戦!ベリアル銀河帝国（2010年） - ばぁちゃん 役

### 舞台
- アイ・アム・アリス
- 赤い鳥の居る風景
- 花粉熱
- 旧歌
- 三文オペラ
- スカーレット
- スティール・マグノリアス
- 天才バカボンのパパなのだ
- 当世風　雨月物語
- 東風
- ドラキュラ伯爵の秋
- 虹
- パイパー
- 薔薇と海賊
- メリーさんの羊
- ヨーン・ガブリエル・ボルクマン
- 四谷怪談
- レティスとラベッジ
- ワーニャ伯父さん - 乳母
- わが町

### テレビドラマ
- 熱き瞳に（1992年） - ナレーション
- 殺人者は歌わない（1992年） - 川井里子 役
- とおりゃんせ〜深川人情澪通り（1995年 - 1996年）
- 御家人斬九郎 第4シリーズ 第8話「ねらわれた女」（1999年）
- 松本清張特別企画・黒い画集〜紐（2005年）
- 旅行作家・茶屋次郎6 伊豆狩野川殺人事件（2006年） - 沢登菊枝 役

※以下放送時期不明
- 大いなる幻影
- 彼女が愛した男
- 未婚の女

### CM
- サッポロビール・黒ラベル
- 中銀ライフケア